# شادي شمص
شادي شمص هو ممثل ومؤدي صوت دبلجة لبناني.

## مسيرته الدراسية
حصل شادي على دبلوم دراسات عليا في الإخراج والتمثيل المسرحي عام 1998، ثم ماجستير في الإخراج حيث حضر رسالته في الجامعة اللبنانية قسم العلوم الإجتماعية وأخرج فيلمه القصير "التاجي".

## مسيرته المهنية
قام شمص بالتدريس في عدة جامعات وجمعيات لبنانية منها تدريس مادة المسرح في جامعة بيروت العربية ثم مادة المسرح لمدة سنتين في الجمعية اللبنانية للدراسات والتدريب أعقبتها دورة للأداء الصوتي والدوبلاج في قسم المسرح التابع للجامعة اللبنانية وZ ART ZONE ACADEMY  ثم تدريس مادة التعليق الصوتي الاذاعي والتلفزيوني والدوبلاج في LYN ACADEMY 
كما منح شمص دورات في الإخراج مع المخرج يوسف شاهين أثناء تصوير الفيلم المصري المصير ثم عدة دورات في هندسة صوت والمونتاج والجرافيك في تلفزيون لبنان.

## أعماله

### التمثيل
- 2014 : باب المراد
- 2015 : مسلسل عين الجوزة (مسلسل)

### الدبلجة
- المختار الثقفي
- من ألف ليلة وليلة
- فتيات القوة - هيم
- كريغ من الجدول - دوين ويليامز
- مستر مان شو - مهمل
- توماس والأصدقاء - جيمس، غوردن، اري، باش
- باك مان ومغامرات الأشباح - سكيبو

## وصلات خارجية
- شادي شمص على موقع IMDb (الإنجليزية)
- شادي شمص على موقع قاعدة بيانات الأفلام العربية

لم يتم العثور على روابط لمواقع التواصل الاجتماعي.